# 市川段四郎 (3代目)
三代目 市川 段四郎（いちかわ だんしろう、1908年（明治41年）10月5日 - 1963年（昭和38年）11月18日）は大正から昭和期の歌舞伎役者。本名は喜熨斗 政則（きのし まさのり）。屋号は澤瀉屋。定紋は三升の中に段の字、替紋は八重澤瀉。東京市浅草区生まれ。

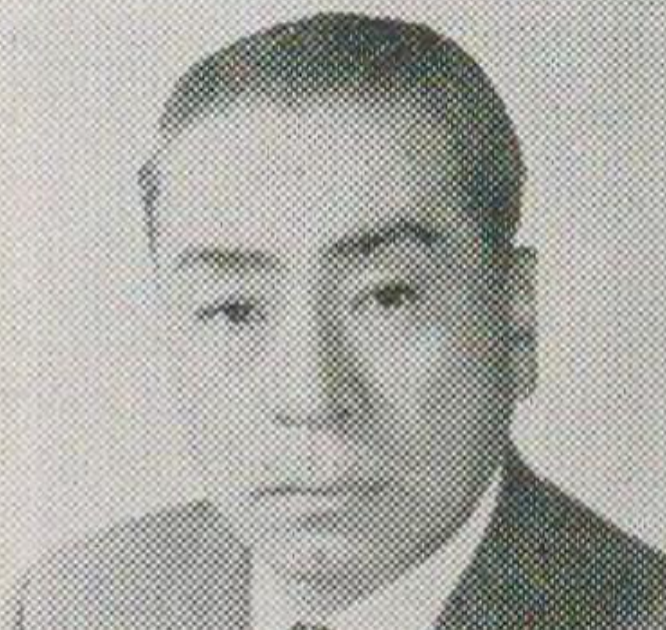
市川段四郎

## 年譜
- 二代目市川猿之助の長男として生まれる。
- 1913年（大正2年） 10月 東京劇場で二代目市川團子を襲名して初舞台。
- 立教中学校を卒業[1]。
- 1930年（昭和5年） 10月 歌舞伎座歌舞伎十八番之内『鎌髭』の小藤太守郷で三代目市川段四郎を襲名。
- 1961年（昭和36年） 東宝専属となる。
- 1962年（昭和37年） この年に病に倒れる。
- 1963年（昭和38年） 5月、長男が三代目市川猿之助を襲名。6月、父・猿翁が死去。11月18日、死去。墓所は台東区寛永寺。

## 人物
猿之助一座で幹部として活躍したが病に倒れ、長男が三代目市川猿之助を襲名するのを見届けると、父の初代市川猿翁の後を追うようにして死去した。
趣味は音楽。住所は東京市京橋区（現・東京都中央区）明石町。

## 家族
夫人は女優の高杉早苗で、その間に2男1女。長男が二代目市川猿翁、次男が四代目市川段四郎。長女は市川靖子、その元夫は俳優の川合伸旺。

## 主な出演

### 歌舞伎以外の舞台
- 放浪記（1961年・1962年） - 福地貢 役

### 映画
- 戦国無頼（1952年東宝・原作：井上靖、監督：稲垣浩、脚本：黒澤明、稲垣浩）  - 鏡弥平次 役

### テレビドラマ
- 東芝 日曜劇場（TBS）
  - 第170回「くるま宿」（1960年）
  - 第231回「ある夜の殿様」（1961年）